# 別洛耶湖 (亞利奇基區)
55°10′22″N 47°44′50″E / 55.1728°N 47.7472°E

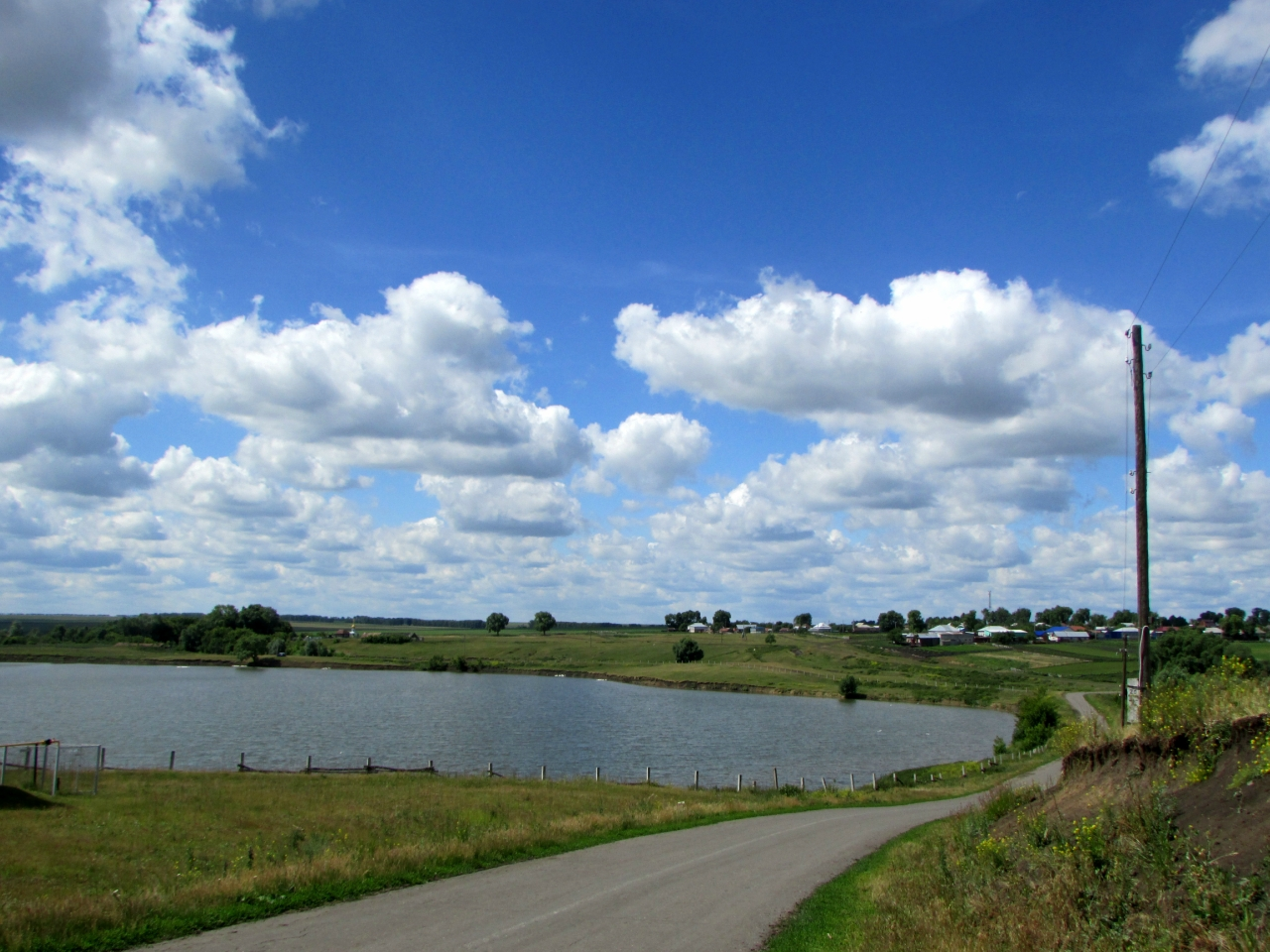

別洛耶湖（俄语：Белое озеро），是俄羅斯的湖泊，位於該國西部楚瓦什共和國，由亞利奇基區負責管轄，長0.57公里、寬0.38公里，面積0.18平方公里，海拔高度114米，平均水深3米，最大水深4米。